# Al-Nahda Club (Oman)
Der al-Nahda Club (arabisch نادي النهضة, DMG Nādī n-Nahḍa) ist ein omanischer Sportklub mit Sitz in der Stadt Buraimi innerhalb des gleichnamigen Gouvernements.

## Geschichte
Gegründet wurde der Klub am 3. Dezember 2003. Er entstand aus dem Zusammenschluss der Klubs al-Buraimi und Mahdah. Zur Saison 2003/04 startete die erste Fußball-Mannschaft in der Professional League und belegte in ihrer Debüt-Saison mit 26 Punkten den achten Platz. Schnell entwickelt sich das Team zu einem starken Kandidaten für die Meisterschaft. Nach einem zweiten Platz mit 43 Punkten 2005/06, gelingt es erstmals in der Saison 2006/07 mit erneut 43 Punkten die Meisterschaft zu sichern. In derselben Saison nahm man am Arab Club Champions Cup teil, wo man nicht über die Runde der letzten 32 Teams hinaus kam. In der Saison 2007/08 konnte die Meisterschaft nicht verteidigt werden.
Innerhalb der Saison 2008 nahm der Klub an der GCC Champions League teil, wo man Letzter der Gruppe A wurde. Beim AFC Cup hingegen schaffte es der Klub bis ins Halbfinale gegen den Muharraq Club aus Bahrain, als man nach einem 1:0-Sieg noch eine 1:2-Niederlage kassierte und durch die Auswärtstorregel scheiterte. Die Meisterschaft der Spielzeit 2008/09 gewann der Klub. Beim AFC Cup 2010 gelang in der Gruppenphase in sechs Spielen kein einziger Punkt. In der Liga platzierte man sich währenddessen immer unter den ersten Vereinen verpasste erst einmal jedoch eine weitere Meisterschaft. Am Ende der Spielzeit 2011/12 rettete der Klub sich mit 27 Punkten aber nur noch knapp vor der Abstiegsrelegation. Nach einer kurzen Erholungsphase von diesem fast Abstieg, gelingt es aber bereits nach der Saison 2013/14 sich mit 57 Punkten wieder einmal zum Meister der Liga zu krönen. Damit qualifizierte sich die Mannschaft für die AFC Champions League 2015. Dort flog man mit 1:2 in der zweiten Qualifikationsrunde jedoch gegen den katarischen Vertreter al-Jaish bereits raus.
Seit dem platziert sich der Klub immer wieder in verschiedenen Regionen der Liga, kommt aber nicht über den dritten Platz hinaus. In der Saison 2020/21 werden dem Team dann noch aus finanziellen Gründen sechs Punkte abgezogen. Bereits nach zehn Spieltagen wird diese Saison aufgrund der COVID-19-Pandemie aber abgebrochen und sowieso nicht gewertet. Somit spielt der Klub auch noch in der Saison 2021/22 in dieser Liga.

## Erfolge
- Oman Professional League: 2006/07, 2008/09, 2013/14, 2022/23
- Omani Super Cup: 2009, 2014
- Oman Cup: 2022/23
- Oman FA Cup: 2016/17

## Stadion
Seine Heimspiele trägt der Verein im Buraimi Sports Stadium in Buraimi aus. Das Stadion bietet Platz für 5000 Zuschauer.